# دابالی اتسری
دابالی اتسری (گرجی: დაბალი ეწერი) یک روستا در شهرداری ازورگتی ناحیه گوریا در غرب گرجستان است.